# Scardamia perobliqua
Scardamia perobliqua là một loài bướm đêm trong họ Geometridae.